# Aphelinus takecallis
Aphelinus takecallis är en stekelart som beskrevs av Li 2005. Aphelinus takecallis ingår i släktet Aphelinus och familjen växtlussteklar. Inga underarter finns listade i Catalogue of Life.